# Hans Hauser
Pour les articles homonymes, voir Hauser.
Hans Hauser, né le 3 octobre 1911 à Aigen (faisant actuellement partie de Salzbourg) et décédé le 27 juillet 1974 à Salzbourg, est un ancien skieur alpin et nordique autrichien.

## Biographie
Hauser a grandi sur les pentes du mont Gaisberg à l'est de Salzbourg, où ses parents ont ouvert une auberge dans la ferme familiale. En hiver, Hans et son frère cadet Max ont parcouru le trajet scolaire à ski. Très tôt, les adolescents se distinguèrent comme skieurs talentueux.
À l'âge de dix-huit ans, Hans Hauser a participé pour la première fois à l'Arlberg-Kandahar ; deux ans plus tard, il fêté ses premiers succès aux Championnats du monde de ski alpin 1932 qui ont eu lieu à Cortina d'Ampezzo. Au cours de la même année, il a remporté l'or au slalom qu'en combiné sur la Streif à Kitzbühel. Aux Championnats du monde 1933 à Innsbruck, il a pris la troisième place. Il a aussi participé aux Championnats du monde de ski nordique à partir de 1933. En raison de ses activités professionnelles en tant que moniteur de ski, il n'était pas admis aux Jeux olympiques d'hiver de 1936 à Berchtesgaden. Au lieu de cela, il s'établit aux Etats-Unis pour travailler avec William Averell Harriman au développement du domaine skiable de Sun Valley dans l’État de l’Idaho.
Bien que sa liberté fût menacée pendant la guerre, il resta en Amérique et au cours de ses activités a fait la connaissance de nombreux invités célèbres à Sun Valley, dont Henry Ford et Ernest Hemingway. En 1950, il épousa Virginia Hill, une ancienne fiancée du mafieux Bugsy Siegel, et eut un fils. Finalement, Hauser et sa petite famille sont revenus à Salzbourg où ils déménagèrent dans la ferme de ses parents sur le Gaisberg. Confronté à de modestes circonstances économiques et aux menaces d'attaques par les anciennes connaissances de sa femme, le mariage a été malheureux. Le 24 mars 1966, Virginia Hill a été retrouvée morte ; huit ans plus tard, Hans Hauser s'est suicidé.

## Palmarès

### Championnats du monde
| Épreuve / Édition               | Descente | Slalom | Combiné |
| ------------------------------- | -------- | ------ | ------- |
| Mondiaux 1932 Cortina d'Ampezzo | 4e       | Bronze | Argent  |
| Mondiaux 1933 Innsbruck         | Bronze   | 26e    | 14e     |

### Arlberg-Kandahar
- Meilleur résultat : 4e place dans la descente et le combiné 1932 à Sankt Anton